# 奎因街 (新加坡)
奎因街，俗稱三馬路，是新加坡最古老的街道中的其中一條。從阿拉街（Arab street）開始，奎因街主要與奧菲亚路、梧槽路、密駝路、勿拉士峇沙路等形成交界路口，結束於史丹福路和亞美尼亞街的交界處。

## 歷史
毗鄰史丹福運河（Stamford Canal）、多美歌和實里基路（Selegie Road）的地區於殖民地時期以洗衣業聞名。多間知名的學校，如莱佛士女子中学、圣若瑟书院、公教中学等亦位於此區。

## 教堂與旅館
奎因街街上已知有許多教堂。第一個天主教教堂－即1847年落成的善牧主教座堂－仍然存在，還有其後落成的圣若瑟堂、圣伯多禄圣保禄堂、及露德圣母堂 。街上的其他教堂還包含卫理公会感恩堂與新加坡华人基督教会怀恩堂。
中央锡克庙，是新加坡最古老的錫克教寺廟，這廟的建立是在20世紀的30年代，但在20世紀的80年代被拆毀，並做了新的發展、搬到了陶纳路（Towner Road）。一些公寓和商店被建立在奎因街上它的原來的住址。在這條街上還包括其他建築物，包括牛津酒店、BOC Plaza、Midlink Plaza、阿爾伯特中心美食廣場、市場、福祿壽大廈、和一些獨立商店房子。奎因街巴士總站（Queen Street Bus Terminal）也設在那裡。